# Tour de Californie 2010
La 5e édition du Tour de Californie (ou Amgen Tour of California) a eu lieu du 16 au 22 mai 2010. L'Australien Michael Rogers (HTC-Columbia) remporte cette édition devant les Américains David Zabriskie (Garmin-Transitions) et le triple tenant du titre Levi Leipheimer (RadioShack).
L'épreuve fait partie de l'UCI America Tour 2010.

## Équipes et principaux coureurs présents

### Équipes
16 équipes composées de 8 coureurs participent au Tour de Californie : 7 formations ProTour, 2 équipes continentales professionnelles et 7 équipes continentales :
| Équipes ProTour - Garmin-Transitions - HTC-Columbia - Liquigas-Doimo - Quick Step - Rabobank - RadioShack - Saxo Bank | UCI Continentales Professionnelles - BMC Racing - Cervélo TestTeam | UCI Continentales - Bissell - Fly V Australia - Jelly Belly-Kenda - Kelly Benefit Strategies - SpiderTech-Planet Energy - Type 1 - UnitedHealthcare-Maxxis |

## Parcours
Le 5e Tour de Californie est long de 1 304 km et est composé de huit étapes, soit une de moins que la précédente édition. En effet le prologue a été supprimé.

## Les étapes
| Étape     | Date   | Villes étapes                 |  | Distance (km) | Vainqueur d’étape | Leader du classement général |
| --------- | ------ | ----------------------------- |  | ------------- | ----------------- | ---------------------------- |
| 1re étape | 16 mai | Nevada City - Sacramento      |  | 167,8         | Mark Cavendish    | Mark Cavendish               |
| 2e étape  | 17 mai | Davis - Santa Rosa            |  | 176,2         | Brett Lancaster   | Brett Lancaster              |
| 3e étape  | 18 mai | San Francisco - Santa Cruz    |  | 182,8         | David Zabriskie   | David Zabriskie              |
| 4e étape  | 19 mai | San José - Modesto            |  | 195,5         | Francesco Chicchi | David Zabriskie              |
| 5e étape  | 20 mai | Visalia - Bakersfield         |  | 195,5         | Peter Sagan       | Michael Rogers               |
| 6e étape  | 21 mai | Palmdale - Lac Big Bear       |  | 217           | Peter Sagan       | Michael Rogers               |
| 7e étape  | 22 mai | Los Angeles - Los Angeles     |  | 32 (clm)      | Tony Martin       | Michael Rogers               |
| 8e étape  | 23 mai | Thousand Oaks - Thousand Oaks |  | 134,4         | Ryder Hesjedal    | Michael Rogers               |

## Récit de la course

### 1reétape
Mark Cavendish (HTC-Columbia) remporte cette 1re étape au sprint.
|    | Coureur            | Pays           | Équipe                   |    | Temps           |
| -- | ------------------ | -------------- | ------------------------ | -- | --------------- |
| 1  | Mark Cavendish     | Royaume-Uni    | HTC-Columbia             | en | 4 h 04 min 46 s |
| 2  | Juan José Haedo    | Argentine      | Saxo Bank                | +  | m.t             |
| 3  | Alexander Kristoff | Norvège        | BMC Racing               |    | m.t             |
| 4  | Robert Hunter      | Afrique du Sud | Garmin-Transitions       |    | m.t             |
| 5  | Jonathan Cantwell  | Australie      | Fly V Australia          |    | m.t             |
| 6  | Marcus Burghardt   | Allemagne      | BMC Racing               |    | m.t             |
| 7  | Guillaume Boivin   | Canada         | SpiderTech-Planet Energy |    | m.t             |
| 8  | Andreas Stauff     | Allemagne      | Quick Step               |    | m.t             |
| 9  | Nikolas Maes       | Belgique       | Quick Step               |    | m.t             |
| 10 | Tom Leezer         | Pays-Bas       | Rabobank                 |    | m.t             |

|    | Coureur            | Pays           | Équipe                  |    | Temps           |
| -- | ------------------ | -------------- | ----------------------- | -- | --------------- |
| 1  | Mark Cavendish     | Royaume-Uni    | HTC-Columbia            | en | 4 h 04 min 36 s |
| 2  | Juan José Haedo    | Argentine      | Saxo Bank               | +  | 4 s             |
| 3  | Alexander Kristoff | Norvège        | BMC Racing              |    | 6 s             |
| 4  | Maarten Tjallingii | Pays-Bas       | Rabobank                |    | 6 s             |
| 5  | Marc de Maar       | Pays-Bas       | UnitedHealthcare-Maxxis |    | 7 s             |
| 6  | Chad Beyer         | États-Unis     | BMC Racing              |    | 8 s             |
| 7  | Paul Mach          | États-Unis     | Bissell                 |    | 10 s            |
| 8  | Robert Hunter      | Afrique du Sud | Garmin-Transitions      |    | 10 s            |
| 9  | Jonathan Cantwell  | Australie      | Fly V Australia         |    | 10 s            |
| 10 | Marcus Burghardt   | Allemagne      | BMC Racing              |    | 10 s            |

### 2eétape
Brett Lancaster (Cervélo TestTeam) remporte cette 2e étape, réglant au sprint un groupe de 26 coureurs, et s'empare du maillot jaune.
|    | Coureur           | Pays       | Équipe                   |    | Temps           |
| -- | ----------------- | ---------- | ------------------------ | -- | --------------- |
| 1  | Brett Lancaster   | Australie  | Cervélo TestTeam         | en | 4 h 38 min 48 s |
| 2  | Peter Sagan       | Slovaquie  | Liquigas-Doimo           | +  | m.t             |
| 3  | Lars Boom         | Pays-Bas   | Rabobank                 |    | m.t             |
| 4  | Rory Sutherland   | Australie  | UnitedHealthcare-Maxxis  |    | m.t             |
| 5  | André Steensen    | Danemark   | Saxo Bank                |    | m.t             |
| 6  | François Parisien | Canada     | SpiderTech-Planet Energy |    | m.t             |
| 7  | Levi Leipheimer   | États-Unis | RadioShack               |    | m.t             |
| 8  | Ryder Hesjedal    | Canada     | Garmin-Transitions       |    | m.t             |
| 9  | Lars Ytting Bak   | Danemark   | HTC-Columbia             |    | m.t             |
| 10 | Michael Rogers    | Australie  | HTC-Columbia             |    | m.t             |

|    | Coureur         | Pays       | Équipe                  |    | Temps           |
| -- | --------------- | ---------- | ----------------------- | -- | --------------- |
| 1  | Brett Lancaster | Australie  | Cervélo TestTeam        | en | 8 h 43 min 24 s |
| 2  | Peter Sagan     | Slovaquie  | Liquigas-Doimo          | +  | 4 s             |
| 3  | Karl Menzies    | Australie  | UnitedHealthcare-Maxxis |    | 4 s             |
| 4  | Lars Boom       | Pays-Bas   | Rabobank                |    | 6 s             |
| 5  | Thomas Rabou    | Pays-Bas   | Type 1                  |    | 6 s             |
| 6  | Marc de Maar    | Pays-Bas   | UnitedHealthcare-Maxxis |    | 7 s             |
| 7  | Paul Mach       | États-Unis | Bissell                 |    | 8 s             |
| 8  | Michael Rogers  | Australie  | HTC-Columbia            |    | 10 s            |
| 9  | Janez Brajkovič | Slovénie   | RadioShack              |    | 10 s            |
| 10 | Ryder Hesjedal  | Canada     | Garmin-Transitions      |    | 10 s            |

### 3eétape
David Zabriskie (Garmin-Transitions) fait coup double lors de cette 3e étape, qu'il remporte devant Michael Rogers (HTC-Columbia) et Levi Leipheimer (RadioShack), puisqu'il prend également le maillot de leader.
|    | Coureur            | Pays       | Équipe                   |    | Temps           |
| -- | ------------------ | ---------- | ------------------------ | -- | --------------- |
| 1  | David Zabriskie    | États-Unis | Garmin-Transitions       | en | 4 h 26 min 09 s |
| 2  | Michael Rogers     | Australie  | HTC-Columbia             | +  | 0 s             |
| 3  | Levi Leipheimer    | États-Unis | RadioShack               |    | 0 s             |
| 4  | Peter Sagan        | Slovaquie  | Liquigas-Doimo           |    | 17 s            |
| 5  | Rory Sutherland    | Australie  | UnitedHealthcare-Maxxis  |    | 17 s            |
| 6  | Heinrich Haussler  | Allemagne  | Cervélo TestTeam         |    | 17 s            |
| 7  | Jens Voigt         | Allemagne  | Saxo Bank                |    | 17 s            |
| 8  | Christopher Horner | États-Unis | RadioShack               |    | 17 s            |
| 9  | François Parisien  | Canada     | SpiderTech-Planet Energy |    | 17 s            |
| 10 | Ryder Hesjedal     | Canada     | Garmin-Transitions       |    | 17 s            |

|    | Coureur          | Pays       | Équipe                  |    | Temps            |
| -- | ---------------- | ---------- | ----------------------- | -- | ---------------- |
| 1  | David Zabriskie  | États-Unis | Garmin-Transitions      | en | 13 h 09 min 33 s |
| 2  | Michael Rogers   | Australie  | HTC-Columbia            | +  | 4 s              |
| 3  | Levi Leipheimer  | États-Unis | RadioShack              |    | 6 s              |
| 4  | Peter Sagan      | Slovaquie  | Liquigas-Doimo          |    | 21 s             |
| 5  | Marc de Maar     | Pays-Bas   | UnitedHealthcare-Maxxis |    | 24 s             |
| 6  | Janez Brajkovič  | Slovénie   | RadioShack              |    | 27 s             |
| 7  | Ryder Hesjedal   | Canada     | Garmin-Transitions      |    | 27 s             |
| 8  | Peter Stetina    | États-Unis | Garmin-Transitions      |    | 27 s             |
| 9  | Rory Sutherland  | Australie  | UnitedHealthcare-Maxxis |    | 27 s             |
| 10 | Thomas Danielson | États-Unis | Garmin-Transitions      |    | 27 s             |

### 4eétape
|    | Coureur            | Pays        | Équipe                   |    | Temps           |
| -- | ------------------ | ----------- | ------------------------ | -- | --------------- |
| 1  | Francesco Chicchi  | Italie      | Liquigas-Doimo           | en | 4 h 55 min 02 s |
| 2  | Juan José Haedo    | Argentine   | Saxo Bank                | +  | m.t             |
| 3  | Mark Cavendish     | Royaume-Uni | HTC-Columbia             |    | m.t             |
| 4  | Theo Bos           | Pays-Bas    | Cervélo TestTeam         |    | m.t             |
| 5  | Jonathan Cantwell  | Australie   | Fly V Australia          |    | m.t             |
| 6  | Alexander Kristoff | Norvège     | BMC Racing               |    | m.t             |
| 7  | Ken Hanson         | États-Unis  | Type 1                   |    | m.t             |
| 8  | Andreas Stauff     | Allemagne   | Quick Step               |    | m.t             |
| 9  | Alex Candelario    | États-Unis  | Kelly Benefit Strategies |    | m.t             |
| 10 | Guillaume Boivin   | Canada      | SpiderTech-Planet Energy |    | m.t             |

|    | Coureur          | Pays       | Équipe                  |    | Temps            |
| -- | ---------------- | ---------- | ----------------------- | -- | ---------------- |
| 1  | David Zabriskie  | États-Unis | Garmin-Transitions      | en | 18 h 04 min 35 s |
| 2  | Michael Rogers   | Australie  | HTC-Columbia            | +  | 4 s              |
| 3  | Levi Leipheimer  | États-Unis | RadioShack              |    | 6 s              |
| 4  | Peter Sagan      | Slovaquie  | Liquigas-Doimo          |    | 21 s             |
| 5  | Marc de Maar     | Pays-Bas   | UnitedHealthcare-Maxxis |    | 24 s             |
| 6  | Janez Brajkovič  | Slovénie   | RadioShack              |    | 27 s             |
| 7  | Ryder Hesjedal   | Canada     | Garmin-Transitions      |    | 27 s             |
| 8  | Rory Sutherland  | Australie  | UnitedHealthcare-Maxxis |    | 27 s             |
| 9  | Thomas Danielson | États-Unis | Garmin-Transitions      |    | 27 s             |
| 10 | Peter Stetina    | États-Unis | Garmin-Transitions      |    | 27 s             |

### 5eétape
|    | Coureur            | Pays       | Équipe                  |    | Temps           |
| -- | ------------------ | ---------- | ----------------------- | -- | --------------- |
| 1  | Peter Sagan        | Slovaquie  | Liquigas-Doimo          | en | 4 h 52 min 28 s |
| 2  | Michael Rogers     | Australie  | HTC-Columbia            | +  | m.t             |
| 3  | David Zabriskie    | États-Unis | Garmin-Transitions      |    | m.t             |
| 4  | Christopher Horner | États-Unis | RadioShack              |    | m.t             |
| 5  | Paul Martens       | Allemagne  | Rabobank                |    | m.t             |
| 6  | Tony Martin        | Allemagne  | HTC-Columbia            |    | m.t             |
| 7  | Levi Leipheimer    | États-Unis | RadioShack              |    | m.t             |
| 8  | Ryder Hesjedal     | Canada     | Garmin-Transitions      |    | m.t             |
| 9  | Jens Voigt         | Allemagne  | Saxo Bank               |    | m.t             |
| 10 | Rory Sutherland    | Australie  | UnitedHealthcare-Maxxis |    | m.t             |

|    | Coureur          | Pays       | Équipe                  |    | Temps            |
| -- | ---------------- | ---------- | ----------------------- | -- | ---------------- |
| 1  | Michael Rogers   | Australie  | HTC-Columbia            | en | 22 h 56 min 59 s |
| 2  | David Zabriskie  | États-Unis | Garmin-Transitions      | +  | 0 s              |
| 3  | Levi Leipheimer  | États-Unis | RadioShack              |    | 10 s             |
| 4  | Peter Sagan      | Slovaquie  | Liquigas-Doimo          |    | 15 s             |
| 5  | Marc de Maar     | Pays-Bas   | UnitedHealthcare-Maxxis |    | 28 s             |
| 6  | Janez Brajkovič  | Slovénie   | RadioShack              |    | 31 s             |
| 7  | Ryder Hesjedal   | Canada     | Garmin-Transitions      |    | 31 s             |
| 8  | Peter Stetina    | États-Unis | Garmin-Transitions      |    | 31 s             |
| 9  | Thomas Danielson | États-Unis | Garmin-Transitions      |    | 31 s             |
| 10 | Rory Sutherland  | Australie  | UnitedHealthcare-Maxxis |    | 31 s             |

### 6eétape
|    | Coureur          | Pays       | Équipe                  |    | Temps           |
| -- | ---------------- | ---------- | ----------------------- | -- | --------------- |
| 1  | Peter Sagan      | Slovaquie  | Liquigas-Doimo          | en | 6 h 07 min 08 s |
| 2  | Rory Sutherland  | Australie  | UnitedHealthcare-Maxxis | +  | m.t             |
| 3  | Michael Rogers   | Australie  | HTC-Columbia            |    | m.t             |
| 4  | Levi Leipheimer  | États-Unis | RadioShack              |    | m.t             |
| 5  | Ryder Hesjedal   | Canada     | Garmin-Transitions      |    | m.t             |
| 6  | Phil Zajicek     | États-Unis | Fly V Australia         |    | m.t             |
| 7  | Paul Martens     | Allemagne  | Rabobank                |    | m.t             |
| 8  | David Zabriskie  | États-Unis | Garmin-Transitions      |    | m.t             |
| 9  | Jens Voigt       | Allemagne  | Saxo Bank               |    | m.t             |
| 10 | Thomas Danielson | États-Unis | Garmin-Transitions      |    | m.t             |

|    | Coureur          | Pays       | Équipe                  |    | Temps            |
| -- | ---------------- | ---------- | ----------------------- | -- | ---------------- |
| 1  | Michael Rogers   | Australie  | HTC-Columbia            | en | 29 h 04 min 03 s |
| 2  | David Zabriskie  | États-Unis | Garmin-Transitions      | +  | 4 s              |
| 3  | Peter Sagan      | Slovaquie  | Liquigas-Doimo          |    | 9 s              |
| 4  | Levi Leipheimer  | États-Unis | RadioShack              |    | 14 s             |
| 5  | Rory Sutherland  | Australie  | UnitedHealthcare-Maxxis |    | 29 s             |
| 6  | Marc de Maar     | Pays-Bas   | UnitedHealthcare-Maxxis |    | 32 s             |
| 7  | Janez Brajkovič  | Slovénie   | RadioShack              |    | 35 s             |
| 8  | Ryder Hesjedal   | Canada     | Garmin-Transitions      |    | 35 s             |
| 9  | Thomas Danielson | États-Unis | Garmin-Transitions      |    | 35 s             |
| 10 | Peter Stetina    | États-Unis | Garmin-Transitions      |    | 35 s             |

### 7eétape
|    | Coureur            | Pays           | Équipe                  |    | Temps       |
| -- | ------------------ | -------------- | ----------------------- | -- | ----------- |
| 1  | Tony Martin        | Allemagne      | HTC-Columbia            | en | 41 min 41 s |
| 2  | Michael Rogers     | Australie      | HTC-Columbia            | +  | 22 s        |
| 3  | David Zabriskie    | États-Unis     | Garmin-Transitions      |    | 27 s        |
| 4  | Levi Leipheimer    | États-Unis     | RadioShack              |    | 33 s        |
| 5  | Jens Voigt         | Allemagne      | Saxo Bank               |    | 59 s        |
| 6  | Bert Grabsch       | Allemagne      | HTC-Columbia            |    | 1 min 06 s  |
| 7  | Maarten Tjallingii | Pays-Bas       | Rabobank                |    | 1 min 12 s  |
| 8  | Christopher Horner | États-Unis     | RadioShack              |    | 1 min 19 s  |
| 9  | Rory Sutherland    | Australie      | UnitedHealthcare-Maxxis |    | 1 min 19 s  |
| 10 | Robert Hunter      | Afrique du Sud | Garmin-Transitions      |    | 1 min 21 s  |

|    | Coureur            | Pays       | Équipe                  |    | Temps            |
| -- | ------------------ | ---------- | ----------------------- | -- | ---------------- |
| 1  | Michael Rogers     | Australie  | HTC-Columbia            | en | 29 h 46 min 06 s |
| 2  | David Zabriskie    | États-Unis | Garmin-Transitions      | +  | 9 s              |
| 3  | Levi Leipheimer    | États-Unis | RadioShack              |    | 25 s             |
| 4  | Jens Voigt         | Allemagne  | Saxo Bank               |    | 1 min 12 s       |
| 5  | Rory Sutherland    | Australie  | UnitedHealthcare-Maxxis |    | 1 min 26 s       |
| 6  | Christopher Horner | États-Unis | RadioShack              |    | 1 min 32 s       |
| 7  | Peter Sagan        | Slovaquie  | Liquigas-Doimo          |    | 1 min 34 s       |
| 8  | Ryder Hesjedal     | Canada     | Garmin-Transitions      |    | 1 min 46 s       |
| 9  | Janez Brajkovič    | Slovénie   | RadioShack              |    | 2 min 10 s       |
| 10 | Thomas Danielson   | États-Unis | Garmin-Transitions      |    | 2 min 21 s       |

### 8eétape
|    | Coureur             | Pays       | Équipe             |    | Temps           |
| -- | ------------------- | ---------- | ------------------ | -- | --------------- |
| 1  | Ryder Hesjedal      | Canada     | Garmin-Slipstream  | en | 3 h 21 min 56 s |
| 2  | George Hincapie     | États-Unis | BMC Racing         | +  | 0 s             |
| 3  | Carlos Barredo      | Espagne    | Quick Step         |    | 0 s             |
| 4  | Christopher Horner  | États-Unis | RadioShack         |    | 0 s             |
| 5  | Óscar Pujol         | Espagne    | Cervélo TestTeam   |    | 5 s             |
| 6  | Sebastian Langeveld | Pays-Bas   | Rabobank           |    | 28 s            |
| 7  | Levi Leipheimer     | États-Unis | RadioShack         |    | 28 s            |
| 8  | Michael Rogers      | Australie  | HTC-Columbia       |    | 28 s            |
| 9  | David Zabriskie     | États-Unis | Garmin-Transitions |    | 28 s            |
| 10 | Yaroslav Popovych   | Ukraine    | RadioShack         |    | 34 s            |

|    | Coureur            | Pays       | Équipe                  |    | Temps            |
| -- | ------------------ | ---------- | ----------------------- | -- | ---------------- |
| 1  | Michael Rogers     | Australie  | HTC-Columbia            | en | 33 h 08 min 30 s |
| 2  | David Zabriskie    | États-Unis | Garmin-Transitions      | +  | 9 s              |
| 3  | Levi Leipheimer    | États-Unis | RadioShack              |    | 25 s             |
| 4  | Christopher Horner | États-Unis | RadioShack              |    | 1 min 04 s       |
| 5  | Ryder Hesjedal     | Canada     | Garmin-Slipstream       |    | 1 min 08 s       |
| 6  | Jens Voigt         | Allemagne  | Saxo Bank               |    | 1 min 44 s       |
| 7  | Rory Sutherland    | Australie  | UnitedHealthcare-Maxxis |    | 1 min 58 s       |
| 8  | Peter Sagan        | Slovaquie  | Liquigas-Doimo          |    | 2 min 06 s       |
| 9  | Janez Brajkovič    | Slovénie   | RadioShack              |    | 2 min 42 s       |
| 10 | Phil Zajicek       | États-Unis | Fly V Australia         |    | 3 min 21 s       |

## Classements finals

### Classement général
|    | Cycliste           | Pays       | Équipe                  |    | Temps            |
| -- | ------------------ | ---------- | ----------------------- | -- | ---------------- |
| 1  | Michael Rogers     | Australie  | HTC-Columbia            | en | 33 h 08 min 30 s |
| 2  | David Zabriskie    | États-Unis | Garmin-Transitions      | +  | 9 s              |
| 3  | Levi Leipheimer    | États-Unis | RadioShack              |    | 25 s             |
| 4  | Christopher Horner | États-Unis | RadioShack              |    | 1 min 04 s       |
| 5  | Ryder Hesjedal     | Canada     | Garmin-Transitions      |    | 1 min 08 s       |
| 6  | Jens Voigt         | Allemagne  | Saxo Bank               |    | 1 min 44 s       |
| 7  | Rory Sutherland    | Australie  | UnitedHealthcare-Maxxis |    | 1 min 58 s       |
| 8  | Peter Sagan        | Slovaquie  | Liquigas-Doimo          |    | 2 min 06 s       |
| 9  | Janez Brajkovič    | Slovénie   | RadioShack              |    | 2 min 42 s       |
| 10 | Phil Zajicek       | États-Unis | Fly V Australia         |    | 3 min 21 s       |

### Classements annexes
|   | Cycliste        | Pays       | Équipe             | Points |
| - | --------------- | ---------- | ------------------ | ------ |
| 1 | Peter Sagan     | Slovaquie  | Liquigas-Doimo     | 49     |
| 2 | Michael Rogers  | Australie  | HTC-Columbia       | 41     |
| 3 | David Zabriskie | États-Unis | Garmin-Transitions | 30     |

|   | Cycliste        | Pays       | Équipe     | Points |
| - | --------------- | ---------- | ---------- | ------ |
| 1 | Thomas Rabou    | Pays-Bas   | Type 1     | 77     |
| 2 | George Hincapie | États-Unis | BMC Racing | 27     |
| 3 | Davide Frattini | Italie     | Type 1     | 20     |

|   | Cycliste        | Pays       | Équipe             |    | Temps            |
| - | --------------- | ---------- | ------------------ | -- | ---------------- |
| 1 | Peter Sagan     | Slovaquie  | Liquigas-Doimo     | en | 33 h 10 min 36 s |
| 2 | Peter Stetina   | États-Unis | Garmin-Transitions | +  | 1 min 51 s       |
| 3 | Thomas Peterson | États-Unis | Garmin-Transitions |    | 34 min 20 s      |

|   | Équipe             | Pays       |    | Temps            |
| - | ------------------ | ---------- | -- | ---------------- |
| 1 | Garmin-Transitions | États-Unis | en | 99 h 29 min 17 s |
| 2 | RadioShack         | États-Unis | +  | 2 s              |
| 3 | HTC-Columbia       | États-Unis |    | 6 min 58 s       |

## Évolution des classements
| Étape              | Vainqueur          | Classement général | Classement du meilleur sprinteur | Classement de la montagne | Classement du meilleur jeune | Classement par équipes  | Courageux du jour  |
| ------------------ | ------------------ | ------------------ | -------------------------------- | ------------------------- | ---------------------------- | ----------------------- | ------------------ |
| 1                  | Mark Cavendish     | Mark Cavendish     | Mark Cavendish                   | Paul Mach                 | Alexander Kristoff           | HTC-Columbia            | Maarten Tjallingii |
| 2                  | Brett Lancaster    | Brett Lancaster    | Brett Lancaster                  | Thomas Rabou              | Peter Sagan                  | UnitedHealthcare-Maxxis | Thomas Rabou       |
| 3                  | David Zabriskie    | David Zabriskie    | Mark Cavendish                   | Thomas Rabou              | Peter Sagan                  | RadioShack              | Will Routley       |
| 4                  | Francesco Chicchi  | David Zabriskie    | Mark Cavendish                   | Ryan Anderson             | Peter Sagan                  | RadioShack              | Lars Boom          |
| 5                  | Peter Sagan        | Michael Rogers     | Peter Sagan                      | Ryan Anderson             | Peter Sagan                  | RadioShack              | Ben Day            |
| 6                  | Peter Sagan        | Michael Rogers     | Peter Sagan                      | Thomas Rabou              | Peter Sagan                  | RadioShack              | George Hincapie    |
| 7                  | Tony Martin        | Michael Rogers     | Peter Sagan                      | Thomas Rabou              | Peter Sagan                  | Garmin-Transitions      | Tony Martin        |
| 8                  | Ryder Hesjedal     | Michael Rogers     | Peter Sagan                      | Thomas Rabou              | Peter Sagan                  | Garmin-Transitions      | Yaroslav Popovych  |
| Classements finals | Classements finals | Michael Rogers     | Peter Sagan                      | Thomas Rabou              | Peter Sagan                  | Garmin-Transitions      | n/a                |